# Novo Selo, Bujanovac
Novo Selo (izvirno srbsko Ново Село, do leta 2008 Gornje Novo Selo) je naselje v Srbiji, ki upravno spada pod Občino Bujanovac; slednja pa je del Pčinjskega upravnega okraja.

## Demografija
V naselju živi 275 polnoletnih prebivalcev, pri čemer je njihova povprečna starost 28,4 let (29,4 pri moških in 27,3 pri ženskah). Naselje ima 77 gospodinjstev, pri čemer je povprečno število članov na gospodinjstvo 5,68.
Po podatkih popisa iz leta 2002 večino prebivalstva predstavljajo Albanci.
|  |

| Demografija | Demografija     | Demografija     |
| Leto        | Št. prebivalcev | Št. prebivalcev |
| ----------- | --------------- | --------------- |
|             |                 |                 |
|             |                 |                 |
|             |                 |                 |
|             |                 |                 |
| 1948        | 413             |                 |
| 1953        | 459             |                 |
| 1961        | 500             |                 |
| 1971        | 536             |                 |
| 1981        | 669             |                 |
| 1991        | 701             | 694             |
| 2002        | 480             | 437             |
|             |                 |                 |

| Etnična sestava po popisu iz leta 2002 | Etnična sestava po popisu iz leta 2002 | Etnična sestava po popisu iz leta 2002 | Etnična sestava po popisu iz leta 2002 | Etnična sestava po popisu iz leta 2002 |
| -------------------------------------- | -------------------------------------- | -------------------------------------- | -------------------------------------- | -------------------------------------- |
| Albanci                                | Albanci                                |                                        | 436                                    | 99,77%                                 |
| Neznano                                | Neznano                                |                                        | 1                                      | 0,22%                                  |